# Liste des champions du monde de l'IBF
Liste des champions du monde de l'IBF (International Boxing Federation).
Mise à jour : 7 août 2025

## Détenteurs des ceintures IBF
| Catégorie                                 | Champion                | Champion    | Date             | Nombre de défenses | Dernière défense |
| ----------------------------------------- | ----------------------- | ----------- | ---------------- | ------------------ | ---------------- |
| Poids pailles (-47,6 kg / -105 lbs)       | Pedro Taduran           | Philippines | 28 juillet 2024  | 1                  | 24 mai 2025      |
| Poids mi-mouches (-49 kg / -108 lbs)      | Thanongsak Simsri       | Thaïlande   | 19 juin 2025     | 0                  |                  |
| Poids mouches (-50,8 kg / -112 lbs)       | Masamichi Yabuki        | Japon       | 29 mars 2025     | 0                  |                  |
| Poids super-mouches (-52,2 kg / -115 lbs) | Willibaldo García Pérez | Mexique     | 23 mai 2025      | 0                  |                  |
| Poids coqs (-53,5 kg / -118 lbs)          | Junto Nakatani          | Japon       | 8 juin 2025      | 0                  |                  |
| Poids super-coqs (-55,3 kg / -122 lbs)    | Naoya Inoue             | Japon       | 26 décembre 2023 | 4                  | 4 mai 2025       |
| Poids plumes (-57,2 kg / -126 lbs)        | Angelo Leo              | États-Unis  | 10 août 2024     | 1                  | 24 mai 2025      |
| Poids super-plumes (-59 kg / -130 lbs)    | Eduardo Núñez           | Mexique     | 28 mai 2025      | 0                  |                  |
| Poids légers (-61,2 kg / -135 lbs)        | vacant                  |             |                  |                    |                  |
| Poids super-légers (-63,5 kg / -140 lbs)  | Richardson Hitchins     | États-Unis  | 7 décembre 2024  | 1                  | 14 juin 2025     |
| Poids welters (-66,7 kg / -147 lbs)       | Jaron Ennis             | États-Unis  | 13 juillet 2024  | 2                  | 12 avril 2025    |
| Poids super-welters (-69,9 kg / -154 lbs) | Bakhram Murtazaliev     | Russie      | 6 avril 2024     | 1                  | 19 octobre 2024  |
| Poids moyens (-72,6 kg / -160 lbs)        | Zhanibek Alimkhanuly    | Kazakhstan  | 14 octobre 2023  | 2                  | 5 avril 2025     |
| Poids super-moyens (-76,2 kg / -168 lbs)  | Canelo Álvarez          | Mexique     | 3 mai 2025       | 0                  |                  |
| Poids mi-lourds (-79,4 kg / -175 lbs)     | Dmitri Bivol            | Russie      | 22 février 2025  | 0                  |                  |
| Poids lourds-légers (-90,7 kg / -200 lbs) | Jai Opetaia             | Australie   | 2 juillet 2022   | 5                  | 8 juin 2025      |
| Poids lourds (+90,7 kg / +200 lbs)        | Oleksandr Usyk          | Ukraine     | 19 juillet 2025  | 0                  |                  |